# Le Répétiteur
Pour les articles homonymes, voir Répétiteur.
Le Répétiteur (titre original en russe : Репетитор) est une nouvelle d'Anton Tchekhov, parue en 1884.

## Historique
Le Répétiteur est initialement publié dans la revue russe Les Éclats, no 6, du 11 février 1884, signé A.Tchékhonté. 

## Résumé
Iégor Zibérov est lycéen et donne des leçons particulières. Aujourd'hui, il est chez le jeune Pétia Oudodov. Ce garçon n’a toujours pas appris sa leçon de latin. Zibérov enrage intérieurement contre Pétia et son père qui est venu l'aider « que cet imbécile de père connaisse l’imbécilité de son fils ! »
Après le latin, l’arithmétique. Zibérov pose un problème à Pétia et il essaie de le résoudre, mais n’y arrive pas, à la plus grande joie de Pétia et de son père qui trouve la solution avec son boulier : «  Voilà… en comptant à notre façon à nous, gens sans instruction ».
À la fin des deux heures, Zibérov demande au père le paiement des six mois de cours dus ; « à semaine prochaine peut-être », répond le père. Zibérov les quitte pour aller donner une autre leçon.

## Édition française
- Le Répétiteur, traduit par Madeleine Durand et André Radiguet (révisé par Lily Denis), in Œuvres I, Paris, Éditions Gallimard, coll. « Bibliothèque de la Pléiade » no 197, 1968  (ISBN 978-2-07-0105-49-6).